# Leonidas Polk
Leonidas Polk (ur. 10 kwietnia 1806, zm. 14 czerwca 1864) – generał-porucznik CS Army w czasie wojny secesyjnej, posiadacz ziemski w hrabstwie Maury w stanie Tennessee i daleki krewny prezydenta Jamesa Polka. Z powodu posiadanej godności biskupa episkopalnego żołnierze nadali mu przezwisko The Fighting Bishop (Walczący Biskup).
Polk był jedną z najbardziej kontrowersyjnych postaci wojny secesyjnej. Został wyniesiony na wysoki stopień generalski mimo braku jakiegokolwiek doświadczenia bojowego (wcześniej był duchownym), a jedynie dlatego, że był kolegą z West Point i przyjacielem prezydenta Skonfederowanych Stanów Ameryki, Jeffersona Davisa. Uczestniczył w wielu kluczowych bitwach zachodniego teatru działań, ale zapamiętany został raczej z ciągłych kłótni ze swym przełożonym, dowódcą Armii Tennessee generałem Braxtonem Braggiem, niż z sukcesów bitewnych. Poległ w 1864 roku podczas kampanii atlanckiej.

## Młodość i kariera duchownego
Leonidas Polk urodził się w Raleigh; jego matką była Sarah z domu Hawkins, a ojcem pułkownik William Polk, weteran rewolucji amerykańskiej i dobrze prosperujący plantator. William był szkocko-irlandzkiego pochodzenia. Z racji stanowiska naczelnego mierniczego w środkowym Tennessee stał się właścicielem około 100 000 akrów (400 km²) ziemi uprawnej.
Leonidas zapisał się na studia na University of North Carolina at Chapel Hill, ale wkrótce wstąpił do United States Military Academy. Na ostatnim roku stał się niespodziewanie wyznawcą Kościoła episkopalnego, a ochrzcił go w kaplicy Akademii Charles McIlvaine, późniejszy biskup episkopalny Ohio. Polk miał dobre wyniki w nauce i ukończył West Point z 8 lokatą 1 lipca 1827 roku otrzymując stopień brevet-podporucznika artylerii.
1 grudnia odszedł z wojska i wstąpił do wirginijskiego seminarium duchownego. Został asystentem biskupa Richarda Moore’a w jego kościele w Richmond. Moore wyświęcił Polka w kwietniu 1830 roku na diakona a w rok później na kapłana. 6 maja 1830 roku Polk poślubił Frances Ann Deveraux, córkę Johna i Frances Pollock Devereaux; jej matka była wnuczką purytańskiego teologa Jonathana Edwardsa. Polkowie mieli ośmioro dzieci.
W roku 1832, na dwa lata przed śmiercią ojca, Leonidas Polk przeprowadził się wraz z rodziną do wielkiej posiadłości ziemskiej „Polk Rattle and Snap” w hrabstwie Maury w Tennessee, gdzie zbudował ogromny, neoklasycystyczny pałac, który nazwał Ashwood Hall. Polk był uważany za największego właściciela niewolników w hrabstwie Maury; w roku 1840 miał stu jedenastu niewolników obojga płci, w 1850 dwustu piętnastu (choć mogło ich być nawet czterystu).
Wraz ze swymi czterema braćmi wzniósł kaplicę rodzinną (dziś kościół św. Jana) w Ashwood. Był pastorem w kościele św. Piotra w Columbii. We wrześniu 1838 roku został biskupem misyjnym Południowego Zachodu, a w październiku 1841 wybrano go na biskupa Luizjany.
Biskup Leonidas Polk był głównym założycielem University of the South w Sewanee, który widział jako niezależną uczelnię Południa, odpowiednik uniwersytetów w Oksfordzie i Cambridge (w swym liście z sierpnia 1856 roku do biskupa Elliotta podkreślał secesjonistyczne motywy jakie nim kierowały). 9 października 1860 roku bp Leonidas Polk wmurował kamień węgielny pod pierwszy z budynków przyszłego uniwersytetu.

## Wojna secesyjna

### Kentucky
Gdy wybuchła wojna secesyjna, Leonidas Polk – jako biskup Luizjany − 30 stycznia 1861 roku zerwał formalnie jedność swojej diecezji z Kościołem Episkopalnym Stanów Zjednoczonych Ameryki (ECUSA). Był tym samym pierwszym hierarchą episkopalnym z Południa, który zdecydował się na schizmę. Jednocześnie nie podjął się udziału w tworzeniu Kościoła Episkopalnego Stanów Skonfederowanych Ameryki (ECCSA). Diecezja Luizjany pozostawała w czasie wojny domowej niezależna i stanowiła odrębny Kościół.
Miał nadzieję, że secesja zakończy się pokojowym rozdziałem Północy i Południa, a nadto zapowiadał, że sam nigdy nie chwyci za broń. Nie omieszkał jednak napisać listu do swojego przyjaciela, prezydenta Jeffersona Davisa, w którym zaoferował służbę w szeregach konfederackiej armii. 25 czerwca 1861 roku został powołany do wojska, otrzymał stopień generała-majora CS Army i dowództwo II Departamentu (obszaru między rzekami Missisipi i Tennessee).
Zaczął kampanię od jednej z największych pomyłek Południa w wojnie secesyjnej, wysyłając we wrześniu wojska celem zajęcia miejscowości Columbus; Kentucky − jeden ze stanów granicznych − zadeklarowało neutralność w rozpoczynającej się wojnie, ale wobec akcji Polka legislatura stanowa poczuła się zmuszona poprosić Unię o odparcie ataku i protekcję, co oznaczało podporządkowanie się Unii do końca wojny.
Pierwszy raz Polk był świadkiem działań wojennych 7 listopada 1861 roku, podczas mało znaczącej i nierozstrzygniętej bitwy pod Belmont, stoczonej przez podwładnego Polka, gen-bryg. Gideona Pillowa, z gen-bryg. Unii Ulyssesem Grantem. Wprawdzie nieobecny na polu bitwy, Polk został kontuzjowany 11 listopada podczas próbnego strzelania z największego działa jego armii (nazwanego „Lady Polk” na cześć żony); działo eksplodowało, siła podmuchu odarła Polka z odzieży i ogłuszyła, w następstwie czego musiał udać się na kilkutygodniowy przymusowy odpoczynek. Polk często sprzeczał się odnośnie do strategii ze swym podwładnym, Pillowem, a także ze swym przełożonym, gen. Albertem Johnstonem, dowódcą sił konfederackich na zachodnim teatrze działań. Oburzony, że jego kolega z West Point mógłby wydawać mu rozkazy, 6 listopada złożył rezygnację na ręce prezydenta Davisa, ale Davis rezygnacji nie przyjął.

### Armia Missisipi
W kwietniu 1862 roku Polk dowodził I Korpusem Armii Missisipi Alberta Johnstona w bitwie pod Shiloh i pozostawał na tym stanowisku przez większość roku pod dowództwem gen. Braxtona Bragga, który zajął miejsce Pierre G.T. Beauregarda pełniącego czasowo obowiązki dowódcy po śmierci Johnstona, poległego pierwszego dnia bitwy pod Shiloh.

Niezależnie od tego, że był ogólnie generałem niekompetentnym, złą cechą Polka było i to, że nie cierpiał wykonywać rozkazów

Piastował różne stanowiska dowódcze, od korpusu po „skrzydło armii”. Na jesieni, podczas konfederackiej inwazji stanu Kentucky prowadzonej przez Bragga i gen-maj. Edmunda Kirby’ego Smitha, Polk został nawet tymczasowo dowódcą Armii Missisipi zastępując Bragga, który udał się do Frankfortu by przewodniczyć inauguracji konfederackiego gubernatora stanu. Polk zlekceważył rozkaz Bragga, zgodnie z którym miał zaatakować skrzydło nacierających wojsk federalnych w pobliżu Frankfortu.

Bragg z gruntu gardził... pyszałkowatym i często niekompetentnym biskupem Polkiem. Uważał go za „starą kobietę, całkowicie bezużyteczną”, szczególnie w kwestii dyscyplinowania ludzi. Na nieszczęście dla Bragga i Konfederacji, Polk był faworytem Jeffersona Davisa, który − mimo ostrożnie redagowanych przymówek Bragga − ochraniał irytująco obłudnego Polka

W bitwie pod Perryville prawe skrzydło Polka stanowiło główną siłę uderzeniową przeciw Armii Ohio gen-maj. Don Carlosa Buella, lecz Polk nie kwapił się z atakiem na stojącą naprzeciw niewielką część armii Buella, dopóki Bragg nie przybył na plac boju. Jedna z legend wojny secesyjnej opowiada o tym, jak Polk zareagował na okrzyk podwładnego, gen-maj. Benjamina Cheathama, prowadzącego do ataku swą dywizję. Cheatham miał jakoby krzyknąć: „Zróbcie im piekło, chłopcy!” (ang. Give 'em hell, boys!), na co Polk, nie zapominając o tym, że jest także duchownym, dorzucił: „Zróbcie im to chłopcy, zróbcie im to, co mówi generał Cheatham!” (ang. Give it to 'em boys; give 'em what General Cheatham says!).

### Armia Tennessee

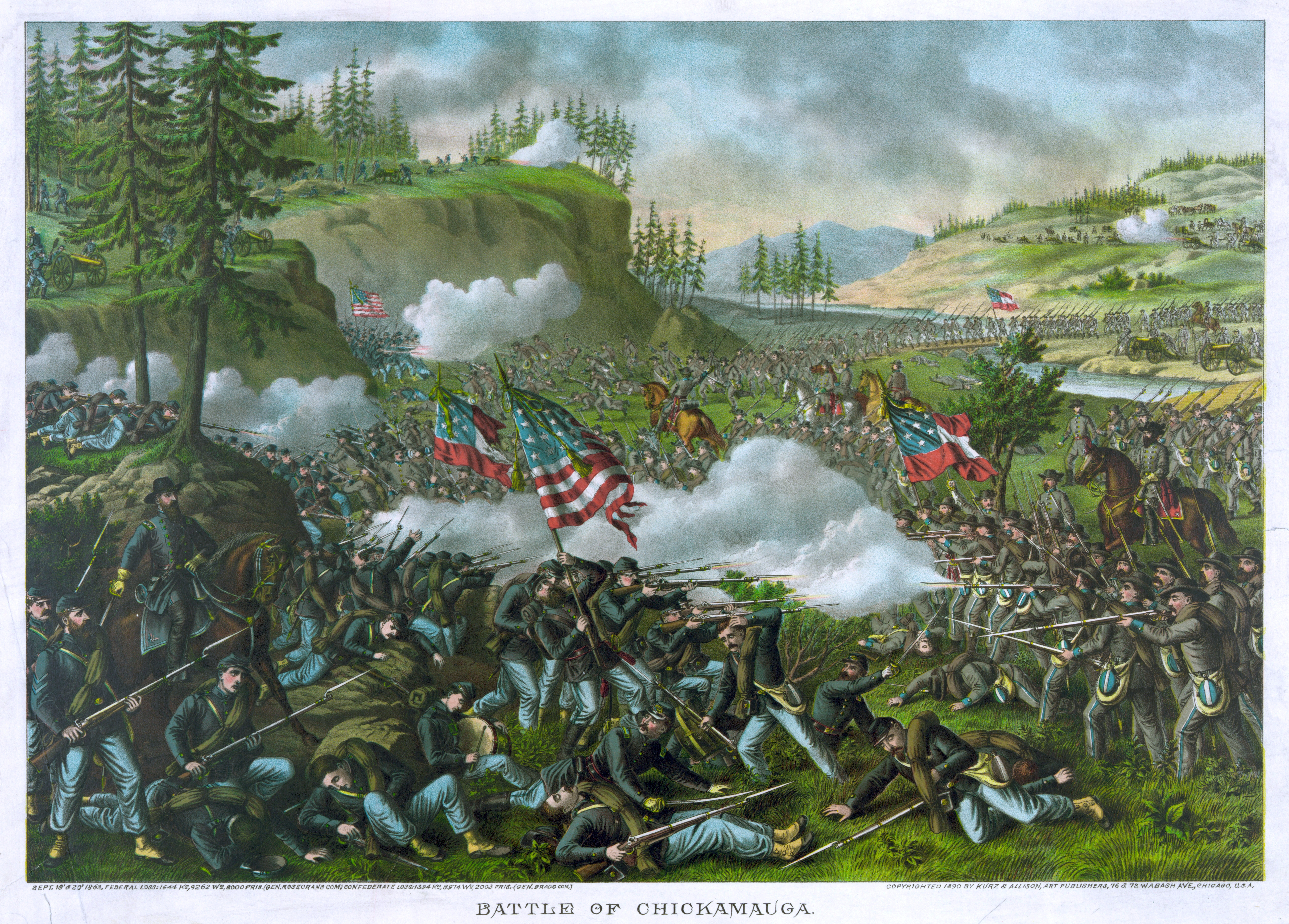
Polk wziął udział w bitwie nad Chickamaugą

Po Perryville Polk rozpoczął trwającą rok kampanię, której celem było odebranie Braggowi dowództwa, w czym – miał nadzieję – pomogą mu bliskie stosunki z prezydentem Davisem. Tymczasem, mimo niepowodzenia w Kentucky, Bragg utrzymał stanowisko, co jednak w najmniejszym stopniu nie zmniejszyło wzajemnej wrogości obu generałów. 11 października (ze starszeństwem od 10 października) 1862 roku Polk otrzymał nominację na generała-porucznika. Tym samym stał się drugim co do rangi generałem CSA, za Jamesie Longstreetem. W listopadzie Armia Missisipi została przemianowana na Armię Tennessee, a Polk do września 1863 roku dowodził jej I Korpusem.
Polk służył pod rozkazami Bragga w bitwie nad Stones River w końcu 1862 roku i ponownie wziął udział w działaniu oficerów dążących do usunięcia dowódcy armii po zakończonej niepowodzeniem bitwie (taktycznie bitwa była nierozstrzygnięta, lecz Bragg nie zdołał pobić federalnej Armii Cumberlandu gen-maj. Williama Rosecransa i musiał wycofać swe wojska do Tullahomy). Równie nieskutecznie próbował Bragg powstrzymać Rosecransa realizującego swą kampanię tullahomską, która zaczęła zagrażać panowaniu konfederatów nad ważnym miastem Chattanooga. Widząc jak Rosecrans doskonale manewruje swoją armią, Polk radził Braggowi wycofać się raczej niż stanąć do walki w oparciu o fortyfikacje Tullahomy.
Rosecrans w końcu wymanewrował Bragga spod Chattanoogi i Armia Tennessee wycofała się w góry północnozachodniej Georgii z oddziałami Armii Cumberlandu tuż za plecami. Bragg planował zaatakować i zniszczyć co najmniej jeden z korpusów Rosecransa, maszerujących oddzielnie górskimi drogami. Wpadł we wściekłość, gdy jedna z dywizji Polka, dowodzona przez gen-maj. Thomasa Hindmana nie wykonała rozkazu z 11 września i nie zaatakowała skutecznie korpusu unionistów pod Davis's Cross Roads. Dwa dni później ponownie zaprzepaszczono okazję, gdy Polk zignorował kolejny rozkaz Bragga, by zaatakować inny izolowany korpus wojsk federalnych. W bitwie nad Chickamaugą Polk dowodził prawym skrzydłem z zadaniem rozpoczęcia ataku w drugim dniu bitwy (19 września). Nie poinformował swych podwładnych o planie, w związku z czym jego skrzydło uderzyło z opóźnieniem, co pozwoliło unionistom ukończyć budowę umocnień polowych. Bragg napisał po wojnie, że gdyby nie strata tych kilku godzin: „moglibyśmy wygrać naszą niepodległość”.
Chickamauga była wielkim taktycznym zwycięstwem Bragga, lecz zamiast ścigać i zniszczyć uchodzącą Armię Unii, obległ Chattanoogę koncentrując się na zwalczaniu nieprzyjaciół wewnątrz własnej armii. Od Polka zażądał wyjaśnień odnośnie do opóźnienia ataku, a Polk zrzucił całą odpowiedzialność na jednego ze swych podwładnych, gen-maj. D.H. Hilla. Bragg pozbawił Polka dowództwa i odesłał go do Atlanty, gdzie miał czekać na dalsze rozkazy, a do prezydenta Davisa napisał: „Gen. Polk, ze swoim wykształceniem i zachowaniem, jest niezdatny do wykonywania planów i rozkazów innych. Przekona sam siebie, że jego [plany] są lepsze i realizuje je bez oglądania się na konsekwencje”. I chociaż Polk oprotestował „arbitralny i bezprawny rozkaz” u Sekretarza wojny żądając wszczęcia śledztwa, nie został przywrócony na uprzednie stanowisko, a Davis raz jeszcze zatwierdził Bragga jako dowódcę armii, mimo protestów licznych generałów.

### Missisipi
Prezydent Davis mianował swego przyjaciela Polka dowódcą Departamentu Missisipi i Wschodniej Luizjany (23 września 1863 – 28 stycznia 1864), a następnie Departamentu Alabamy i Wschodniego Missisipi (28 stycznia – 4 maja 1864), dając mu nieskrępowane władanie nad stanem Missisipi, co stało się możliwe gdy gen. Joseph Johnston wyjechał by przejąć od usuniętego wreszcie Bragga dowodzenie Armią Tennessee. W lutym 1864 roku Polk bezskutecznie próbował stawić opór gen-maj. Williamowi Shermanowi pod Meridian. Otrzymał rozkaz połączenia swych sił z Johnstonem w celu powstrzymania sił Shermana w czasie kampanii atlanckiej. 4 maja objął dowodzenie III Korpusu Armii Tennessee.

### Kampania atlancka i śmierć
Polk wyruszył do Georgii na czele ponad 20 000 ludzi. Ze względu na swój wysoki stopień był co do pozycji w armii drugi po Johnstonie. Sherman, stosując z powodzeniem manewry oskrzydlające, zmusił Johnstona do opuszczenia dobrze przygotowanych pozycji w celu obrony konfederackich linii łączności. To spowodowało, że Johnston musiał cofnąć się bliżej strategicznie ważnego miasta Atlanta.
14 czerwca 1864 roku, gdy Polk ze swym sztabem obserwował pozycje nieprzyjaciela pod Mariettą, zginął trafiony bezpośrednio 76-mm pociskiem artyleryjskim.

Armia poniosła ogromną stratę. Polk nie był nadzwyczajnym oficerem. Jego niedoskonałość jako dowódcy oraz zachowanie − pełne uporu i dziecinady − odegrały niemałą rolę w kilku klęskach poniesionych przez armię w przeszłości. Ta strata odnosiła się do morale i odczuć wojska. Polk był najukochańszym generałem reprezentującym nieuchwytną identyfikację żołnierzy ze stanem Tennessee.

Ostrzał artyleryjski rozpoczął się, gdy lornetujący przedpole Sherman dostrzegł grupę konfederackich oficerów − Polka, Hardeego i Johnstona oraz ich sztaby − na otwartej przestrzeni. Wskazał tę grupę gen-maj. Oliverowi Howardowi, dowódcy IV Korpusu, i kazał mu ją ostrzelać. 5 Bateria z Indiany wykonała rozkaz. Pierwszy pocisk padł niedaleko, drugi jeszcze bliżej, co spowodowało bezładną ucieczkę konfederackich oficerów. Było już jednak za późno: trzeci pocisk strzaskał lewe ramię Polka, przebił klatkę piersiową i prawą rękę, niemal przecinając biskupa-generała na pół, by następnie eksplodować po uderzeniu w drzewo.

Ani moje pióro ani możliwości nie wystarczą by przedstawić pamięć o nim. Każdy zwykły żołnierz kochał go. Jego śmierć, druga po Stonewallu Jacksonie, była największą stratą jaką Południe kiedykolwiek poniosło. Kiedy zobaczyłem go martwego poczułem, że straciłem przyjaciela, którego zawsze kochałem i ceniłem, że Południe utraciło jednego z najlepszych i największych generałów.

Mimo że zapis jego dokonań jako dowódcy był mizerny, Polk był ogromnie popularny wśród wojska, a jego śmierć była szczerze opłakiwana w szeregach Armii Tennessee. Uroczystości pogrzebowe w kościele św. Pawła w Augusta były jednymi z najwspanialszych w czasie wojny. Jego przyjaciel, biskup Georgii Stephen Elliott, przewodniczył obrzędom i wygłosił poruszającą mowę żałobną. Generał został pochowany w tym kościele, w miejscu dzisiejszego ołtarza. W kościele, obok ołtarza, znajduje się pomnik biskupa Polka i miejsce to jest udostępnione do zwiedzania. W roku 1945 szczątki Polka i jego żony zostały przeniesione do katedry Kościoła Chrystusowego w Nowym Orleanie.
Należy dodać, że bratanek Polka, Lucius Polk, również był generałem konfederackiej armii, a jego syn, William M. Polk, był konfederackim lekarzem wojskowym w stopniu kapitana.
Miejscowość Fort Polk w Luizjanie nosi imię biskupa-generała.